# خرم دشت (نائین)
خرم دشت (نائین)، روستایی از توابع بخش مرکزی شهرستان نائین در استان اصفهان ایران است.این روستا در مسیر جاده نایین ورزنه واقع شده است و فاصله آن تا شهرستان ورزنه ٣۵ کیلومتر است.

## جمعیت
این روستا در دهستان لای سیاه قرار دارد و براساس سرشماری مرکز آمار ایران در سال ۱۳۸۵، جمعیت آن ۷۵ نفر (۱۷خانوار) بوده‌است.